# اچ‌ام‌اس مرن (جی۳۵)
اچ‌ام‌اس مرن (جی۳۵) (به انگلیسی: HMS Marne (G35)) یک کشتی بود که طول آن ۳۶۲ فوت (۱۱۰ متر) بود. این کشتی در سال ۱۹۴۰ ساخته شد.